# Liste des épisodes de Orange
Orange (オレンジ, Orenji) est une série de shōjo/seinen manga dessinée et écrite par Ichigo Takano, prépubliée au Japon depuis 2012. Elle est adaptée en une série d'animation de treize épisodes réalisée au sein des studios TMS Entertainment et Telecom Animation Film par Hiroshi Hamasaki, sur un scénario de Yūko Kakihara. Le character design est confié à Nobuteru Yuki. Le montage son est réalisé par Yukio Nagasaki tandis que Hiroaki Tsutsumi compose la musique.
La diffusion commence le 3 juillet 2016 sur les chaînes de télévision japonaises Tokyo MX, AT-X, BS11 et TV Aichi, puis le 6 juillet sur ABC et le 14 juillet sur TV Shinshu et se termine le 25 septembre 2016[réf. nécessaire].
Cet article présente la liste des épisodes de la série éponyme.

## Liste des épisodes
| No | Titre français  | Titre japonais | Titre japonais  | Date de 1re diffusion |
| No | Titre français  | Kanji          | Rōmaji          | Date de 1re diffusion |
| --- | --------------- | -------------- | --------------- | --------------------- |
| 1 | Lettre 1        | 手紙01         | Tegami 01       | 3 juillet 2016        |
| [Chapitre 1] Présent : Naho a 26 ans. Celle-ci, accompagnée de ses amis du lycée sont derrière un terrain de foot. Ils ont déterré une capsule temporelle et Suwa donne à chacun la lettre qu'ils ont écrite il y a 10 ans à leur « futur moi ». Il y a également leur photo de groupe dans la capsule. Nouveau passé : Naho reçoit une lettre du futur. D'abord sceptique, elle s'interroge dessus puis se rend compte au fur et à mesure que le temps passe que ce qui est indiqué dans la lettre se réalise. Ce jour-là, un nouvel élève de Tokyo est transféré : Naruse Kakeru. Celui-ci se retrouve assis à côté de Naho. À la fin des cours, sa bande et elle invitent Kakeru à rentrer avec eux malgré l'interdiction de la lettre... Deux semaines sont passées pendant lesquelles Kakeru n'est pas allé en cours (comme le disait la lettre). Ce jour-là, c'est le tournoi de football durant lequel Suwa participe et Kakeru regarde. C'est en l'observant que Naho se rend compte qu'il aime le foot. Parallèlement, il y a un tournoi de softball. Sur le point de perdre, l'équiper demande à Naho de jouer mais celle-ci refuse dans un premier temps, soutenue par Kakeru qui a vu qu'elle s'était blessée au pied. Cependant, encouragée par les indications de la lettre, elle va quand même décider de jouer, par peur d'avoir des regrets par la suite. L'équipe gagne grâce à elle et Kakeru vient la trouver pour soigner son pied. Cela va leur permettre de se rapprocher et à faire plus ample connaissance. Elle finit par tomber amoureuse de Kakeru. |                 |                |                 |                       |
| 2 | Lettre 2        | 手紙02         | Tegami 02       | 11 juillet 2016       |
| [Chapitre 2] Nouveau passé : Continuant à lire la lettre qu'elle a reçue du futur, Naho lit : « Dans 10 ans, Kakeru ne sera plus de ce monde ». De plus, son futur elle lui donne des indications afin de sauver Kakeru et de ne plus avoir de regrets. Naho, ayant parlé par inadvertance du bon niveau football de Kakeru qui pourrait jusqu'à aller battre Suwa, ce dernier lui propose de faire un match pour voir s'il est aussi talentueux qu'il le dit. Lorsqu'un bouton de la veste de Suwa saute, il découvre une Naho qui sait recoudre les vêtements, qui prépare son bento elle-même (généralement ce sont les parents qui les font) et commence à la comparer à une mère poule. Pendant le match, les filles les regardent jouer et Naho se rend compte que Kakeru est heureux lorsqu'il joue au foot. Il se révèle qu'il est doué dans ce sport mais refuse d'intégrer le club malgré la proposition de Suwa. Ce dernier lui propose alors une semaine d'essai mais il refuse également. Suwa prend alors sa main et le regarde droit dans les yeux. Kakeru cède et accepte alors la semaine d'essai. Ce dernier demande à Naho de lui faire un bento (n'en ayant jamais) pour rire, mais celle-ci prend la demande au sérieux. Au début hésitante, mais sur les conseils de la lettre, elle décide finalement de lui en préparer un. Le lendemain, timide et indécise, elle n'arrive pas à donner à Kakeru son bento. Cependant, ce dernier a remarqué la taille anormale de son sac et lors de la fin des cours, lui propose de porter son sac. Naho, par peur qu'il découvre le bento, le pousse et s'enfuit en courant. Quelques minutes plus tard, elle revient sur ses pas et va s'excuser auprès de Kakeru, accompagné de Suwa. Ce dernier s'en va pour les laisser tous les deux. Kakeru propose de la raccompagner chez elle. Elle est désarçonnée car cette balade n'est pas mentionnée dans la lettre. Ils passent par le parc de la forêt d'Agata dans lequel ils discutent de leurs passe-temps, ce qu'ils aiment, etc. Elle lui dit qu'il parait heureux lorsqu'il joue au foot et lui demande le motif de son refus pour intégrer l'équipe. Ce dernier répond que sa mère ne voulait pas et lui apprend qu'elle s'est suicidée, le jour de la rentrée, d'où son absence de 2 semaines. Naho décide alors de lui donner le bento et lui promet de lui en faire un tous les jours. Présent : Naho portant un enfant dans ses bras ave Suwa à ses côtés, ils rejoignent leurs amis près de la voiture de Hagita. Suwa porte un bouquet de fleurs, ayant l'intention de l'offrir à Kakeru malgré les moqueries de ses amis. |                 |                |                 |                       |
| 3 | Lettre 3        | 手紙03         | Tegami 03       | 18 juillet 2016       |
| [Chapitre 3] Nouveau passé : « [1er mai] Après une semaine d'essai, Kakeru n'intègre pas le club de foot. Je voudrais que tu le fasses changer d'avis. Parce que, au fond, il en a envie. » S'apprêtant à le faire, Suwa annonce aux filles que Kakeru fait désormais partie du club de foot (parce qu'il a beaucoup insisté). Elle se rend compte alors que le futur est en train de changer petit à petit. Elle voit que Ueda (senpai) tourne autour de Kakeru. Kakeru lui demande l'appeler pour à 5h le lendemain pour le réveiller à cause de son entrainement de foot. [2 mai] Naho réveille Kakeru comme promis. L'après-midi, l'aidant à porter un carton, il lui demande si elle aime quelqu'un. Cette dernière le nie puis lui retourne la question. Kakeru fait de même. Alors que Kakeru va chercher des boissons pour tout le monde, il se fait coincer par Ueda qui lui demande de sortir avec lui. Il ne répond pas. De retour, il a oublié sa trouse. Sur les conseils de la lettre, Naho lui prête un crayon et une gomme. Dans la lettre, il est également dit qu'il y aura un mot caché dans la gomme. À la fin de l'heure, Naho s'apprête à lire le mot mais est d'abord obligé de faire sa corvée de ménage. Une fois fini, elle lit le mot dans lequel Kakeru lui demande si elle serait d'accord pour qu'il sorte avec Ueda. Naho, se précipite alors dans les casiers pour y mettre sa réponse mais il est trop tard et Kakeru a déjà accepté. C'est en retournant au casier qu'il voit le mot. De son côté, Naho est triste et Suwa se rend compte qu'elle aime Kakeru. Présent : Chacun lit ce qu'il avait écrit à soi-même dans la capsule puis ouvrent la lettre destinée au Kakeru de 26 ans. C'est en la lisant qu'ils découvrent que la mort de Kakeru n'était pas un accident mais un suicide. |                 |                |                 |                       |
| 4 | Lettre 4        | 手紙04         | Tegami 04       | 25 juillet 2016       |
| [Chapitre 4] Présent : La bande va chez la grand-mère de Kakeru. Nouveau passé : Les projets pour leurs vacances se font sans Kakeru, celui-ci ayant un rencard avec Ueda. Les filles achètent toutes un même short. Depuis que Kakeru sort avec Ueda, il passe de moins en moins de temps avec la bande et ne leur parle presque plus. Cette dernière commence de moins en moins à aimer sa nouvelle petite amie. Parallèlement, Naho ne le réveille plus le matin et ne lui fait plus de bento, jugeant cela inapproprié. Malgré le temps qu'il passe aux côtés de Ueda, Kakeru ne peut s'empêcher de regarder Naho. Un jour, Kakeru tente de lui parler en l'absence de sa copine mais Naho s'enfuit ne voulant pas le mettre dans une position inconfortable malgré les recommandations de la lettre. [21 mai] Ueda bouscule Naho dans le couloir lorsqu'elle ne précipitait sur Kakeru. Celui-ci en colère, exige qu'elle s'excuse mais celle-ci refuse, l'insultant et montrant à quel point elle est possessive. Naho s'enfuit mais Suwa lui coupe la route, l'incitant à ne pas fuir Kakeru. Elle va alors le retrouver. Plus tard, assis sur un banc, Kakeru lui dit qu'il compte rompre avec Ueda. Ils se redemandent alors s'ils aiment quelqu'un et la réponse de Kakeru diffère de la précédente. |                 |                |                 |                       |
| 5 | Lettre 5        | 手紙05         | Tegami 05       | 1er août 2016         |
| [Chapitres 5-6] Nouveau passé : Kakeru propose à Naho qu'ils rentrent ensemble. Naho, ne comprenant pas le sens invite alors toute la bande (car c'est ce qui se passe dans la lettre). Cependant chacun lui donne une excuse pour les laisser en tête à tête. Elle voit que l'avenir change à nouveau. Pendant leur balade, Kakeru lui offre une barrette puis la prend en photo. Pour la remercier des bento. Après une semaine d'absence, Naho prête ses notes à Kakeru et ils vont réviser à la bibliothèque sans savoir qu'ils sont surveillés pas Ueda. Grâce à elle, il a eu la meilleure note en physique à l'examen. Devant les visages dépités à cause de leur note, le professeur de chimie aborde le sujet de « remonter le temps » pour savoir les réponses du contrôle. Sur le temps de cours restant, il leur explique ses hypothèses sur la manière de procéder et sur ce qu'il se passerait… Après le cours, elle se rend compte que ce qui est écrit dans la lettre diffère de plus en plus du présent. Pendant le temps du midi, Kakeru et Nahi discutent. Il lui demande où est-ce qu'elle irait si elle pouvait voyager. Elle répond alors "« certainement dans le futur pour savoir quoi changer dans le présent étant donné que je ne peux modifier le passé ». Kakeru, lui, préférerait aller dans le passer pour « ne plus avoir de regrets ». Naho lui demande ses regrets mais il élude la question. Dans la lettre, la future Naho demande à son passé de ne pas changer un souvenir à défaut d'avoir déjà changé le passé : celui de la fête de l'école. Naho demande alors à Kakeru qu'ils aillent ensemble voir le feu d'artifice de la fête de l'école rien que tous les deux. Pendant la préparation des festivités, au bord de la piscine, Suwa dit à Kakeru qu'il sait qu'il est amoureux de Kakeru. Plus tard dans le couloir, Azusa dit à Hagita qu'il n'est pas mal sans ses lunettes. S'ensuit alors bon nombre de taquineries dans la bande jusqu'à ce que quelqu'un demande à Suwa qui il aime. Azusa et Takako se regardent d'un air complice, disant qu'elles le savent très bien à voix haute mais c'est Hagita qui répond « Naho », sans gêne. Suwa l'insulte alors. Les 2 filles renchérissent sur la « fausse » théorie de Hagita étant donné que Kakeru et Naho sont présents. Naho se convainc elle-même que ça ne peut être elle. Suwa, parti sur le toit est rejoint par Azusa et Takako. Elles lui disent qu'elles sont du côté de Naho, c'est la raison pour laquelle elles ne peuvent pas l'aider… Lors du premier jour de la fête, leur classe s'occupe de la piscine. Les garçons s'amusent autour. Les 3 filles ont mis le même short qu'elles s'étaient acheté pendant les vacances. Suwa prétend avoir quelque chose à faire pour laisser s'occuper de la piscine Naho et Kakeru ensemble. Elle lui dit qu'elle ne met pas la barrette de peur de l'abîmer. Pendant ce temps, ils sont surveillés pas 2 amie de Ueda. En vérité, elle l'a apportée avec elle. Elle l'a mise dans ses cheveux en allant aux toilettes. Sur le retour, elle est interceptée par Ueda. Elle la prend à part pour lui demander ce qu'ils faisaient à la bibliothèque, s'ils sortent ensemble. Naho répond que c'est juste un ami. Ueda se moque d'elle, ses deux amies apparaissent et lui demandent alors de lui montrer sa barrette. Elle refuse. Suwa, se promenant dehors voit par la fenêtre Naho encerclée. Alors que ça dégénère du côté de Naho, Suwa intervient s'en va avec Naho. La lettre dit à Naho à quel point Suwa se soucie d'elle, qu'il faut qu'elle en prenne soin et qu'il est rès important. Naho rejoint alors ses amies et Suwa va donner un pansement à Kakeru. Ce dernier va trouver Naho pour le lui mettre là où les filles l'ont frappée. Présent : Avant la mort de Kakeru, ce dernier lui a envoyé des messages. Elle lui a répondu et se demande alors s'il les a lus avant de mourir. |                 |                |                 |                       |
| 6 | Lettre 6        | 手紙06         | Tegami 06       | 8 août 2016           |
| [Chapitres 7-8] |                 |                |                 |                       |
| 7 | Lettre 7        | 手紙07         | Tegami 07       | 15 août 2016          |
| [Chapitres 9-10] |                 |                |                 |                       |
| 8 | Lettre 8        | 手紙08         | Tegami 08       | 22 août 2016          |
| [Chapitres 11-12] |                 |                |                 |                       |
| 9 | Lettre 9        | 手紙09         | Tegami 09       | 29 août 2016          |
| [Chapitres 13-14] |                 |                |                 |                       |
| 10 | Lettre 10       | 手紙10         | Tegami 10       | 4 septembre 2016      |
| [Chapitres 15-16] |                 |                |                 |                       |
| 11 | Lettre 11       | 手紙11         | Tegami 11       | 11 septembre 2016     |
| [Chapitres 17-18] |                 |                |                 |                       |
| 12 | Lettre 12       | 手紙12         | Tegami 12       | 18 septembre 2016     |
| [Chapitres 19-20] |                 |                |                 |                       |
| 13 | Dernière lettre | 最後の手紙     | Saigo no Tegami | 25 septembre 2016     |
| [Chapitres 21-22] |                 |                |                 |                       |